# Jordanita fazekasi
Jordanita fazekasi is een vlinder uit de familie bloeddrupjes (Zygaenidae). De wetenschappelijke naam is voor het eerst geldig gepubliceerd in 1998 door Efetov.
De soort komt voor in Europa.